# Эйтель Фридрих II Гогенцоллерн
Эйтель Фридрих II Гогенцоллерн (1452 — 18 июня 1512, Трир) — немецкий дворянин, граф фон Гогенцоллерн из швабской ветви дома Гогенцоллернов (1488—1512). Первый президент Имперского камерального суда. Близкий друг эрцгерцога, затем императора Священной Римской империи Максимилиана I. Он приобрел большое влияние в имперской политике и расширил свои собственные владения.

## Отношения с франконской линией Гогенцоллернов
Второй сын Йобста Николаса I (1433—1488), графа Гогенцоллерна (1433—1488), и графини Агнессы Верденберг-Хайлигенберг (1434—1467).
Эйтель Фридрих поддерживал политику своего отца и находился в хороших отношениях с франконской линией Гогенцоллернов, правившей в бургграфстве Нюрнберг и маркграфстве Бранденбург. Во время правления своего отца Эйтель Фридрих несколько лет провёл при дворе курфюрста Альберхета Ахилла. С 1481 года он служил в качестве капитана сеньории Кроссен-на-Одере к востоку от р. Одер. В 1483 году он стал советником в Бранденбурге. Позднее он занимал должности губернатора Коттбуса и Цуллихау.
В 1482 году в Берлине Эйтель Фридрих женился на Магдалене, единственной дочери маркграфа Фридриха Альтмарского, породнившись с Бранденбургской линией Гогенцоллернов. Курфюрст Альбрехт Ахилл, который имел некоторые владения в Швабии, защищал швабских родственников от сильных графов Вюртемберга, длительное время угрожавших швабской ветви Гогенцоллернов.
Эйтель Фридрих II был близким другом Максимилиана I и поддерживал прекрасные отношения с домом Габсбургов, приобретя большое влияние на имперскую политику. Он руководил дипломатической службой Максимилиана и защищал его интересы в Нидерландах.
Эйтель Фридрих Гогенцоллерн отличился в битве при Гинегате (1479) и во время похода против восставших жителей Брюгге (1488), захвативших в плен новоизбранного короля Максимилиана.

## Связь с Габсбургами
Эйтель Фридрих также служил императору Максимилиану в качестве судьи после создания в 1495 году Имперского камерального суда стал его первым президентом. В 1497 или 1498 году он был назначен на должность советника в Австрии.
В 1499 году Эйтель Фридрих Гогенцоллерн во главе небольшого войска предпринял поход на Швейцарию и одержал победу при Роршахе на южном берегу Боденского озера. В 1500 году он занял графство Горицию для Австрийского эрцгерцогства. В 1501 году он был награждён Орденом Золотого руна.
Во время Войны за ландсхутское наследство 12 сентября 1504 года Эйтель Фридрих Гогенцоллерн сражался под Регенсбургом против Чехии и Пфальца. Он командовал правым крылом конницы и внес значительный вклад в победу.
В 1505 году Эйтель Фридрих II основал церковь в монастыре в Гехингене, где сейчас находится памятник ему и его жене.

## Дети
Эйтель Фридрих и Магдалена Бранденбургская имели шесть детей:
- Франц Вольфганг (1483/1484—1517), граф Хайгерлох (1512—1517), женат с 1503 года на маркграфине Розине Баденской (1487—1554)
- Вандельберта (ок. 1484 — 1551), муж с 1507 года граф Альберт III Гогенлоэ-Вайкерсхайм (ум. 1551)
- Иоахим (1485/1486 — 1538), женат с 1513 года на Анастасии фон Штоффельн (ум. 1530)
- Мария Саломея (1488—1548), муж с 1507 года граф Людвиг XV Эттинген (ум. 1557)
- Эйтель Фридрих III (1494—1525), граф Гогенцоллерн (1512—1525), женат с 1515 года на Иоганне фон Веттим (ум. 1544).
- Анна (1496—1530), монахиня